# Daan Klinkenberg
Frederikus Quirinus "Daan" Klinkenberg, född 12 januari 1996, är en nederländsk fotbollsspelare som spelar för KTP.

## Karriär
Klinkenberg debuterade för FC Volendam i Eerste Divisie den 29 januari 2016 i en 3–0-förlust mot VVV Venlo, där han blev inbytt i halvlek. Totalt spelade Klinkenberg 43 ligamatcher för Volendam i Eerste Divisie.
I januari 2019 värvades han av finländska Inter Åbo Den 1 januari 2020 värvades Klinkenberg av norska Aalesund, där han skrev på ett treårskontrakt. Klinkenberg spelade 27 matcher i Eliteserien 2020, då Aalesund blev nedflyttade.
I februari 2021 värvades Klinkenberg av Mjällby AIF, där han skrev på ett tvåårskontrakt. Klinkenberg gjorde allsvensk debut den 11 april 2021 i en 0–0-match mot Varbergs BoIS. Den 19 augusti 2021 kom han överens med Mjällby om att bryta kontraktet.
Den 31 december 2021 värvades Klinkenberg av HIFK, där han skrev på ett ettårskontrakt. Den 21 november 2022 värvades Klinkenberg av KTP, där han skrev på ett tvåårskontrakt.